# 聖雅辛特教堂
聖雅辛特教堂（波蘭語：Kościół św. Jacka）是波蘭首都華沙的一座教堂，位於華沙新城區。教堂外觀揉合了文藝復興式風格和早期巴洛克式風格。教堂開始修建於1603年，在1639年竣工。